# Trolleybus Zürich
| Trolleybus Zürich                            | Trolleybus Zürich             |
| -------------------------------------------- | ----------------------------- |
| Netzkarte Trolleybus Zürich ab 16. Juli 2022 |                               |
| Streckenlänge:                               | 53.8 km                       |
| Stromsystem:                                 | 600 V =                       |
|                                              |                               |
| Betreiber:                                   | Verkehrsbetriebe Zürich (VBZ) |
| Eröffnung:                                   | 27. Mai 1939                  |
| Linien:                                      | 6                             |

Der Trolleybus Zürich ist das Trolleybus-System der schweizerischen Stadt Zürich. Die Verkehrsbetriebe Zürich (VBZ) betreiben – neben der Strassenbahn Zürich und diversen Autobus-Linien – sechs Trolleybuslinien, die in den Zürcher Verkehrsverbund (ZVV) integriert sind. Die gesamte Streckenlänge beträgt, noch ohne die Linie 83, 53,8 Kilometer. Jährlich werden 54,1 Millionen Fahrgäste befördert, 117,2 Millionen Personenkilometer erbracht und 5,4 Millionen Wagenkilometer gefahren. 2011 bewältigte der Trolleybus damit 18,5 Prozent des gesamten VBZ-Fahrgastaufkommens.

## Liniennetz

### Aktuell
Es verkehren die Durchmesserlinie 31, die Tangentiallinien 32, 33, 72 und 83 sowie die Radiallinie 46. Aufgrund der Baustelle Limmattalstrasse/Hönggerstrasse verkehren Zusatzkurse der Linie 46 zwischen Hauptbahnhof und Wartau, die teilweise mit Gelenktrolleys geführt und stadtauswärts als Linie 46E bezeichnet werden. 
| Linie | Strecke                          | Länge   | Haltestellen | Fahrzeit        | min. Taktfolge   | max. Auslauf | Fahrzeugeinsatz      |
| ----- | -------------------------------- | ------- | ------------ | --------------- | ---------------- | ------------ | -------------------- |
| 31    | Kienastenwies – Hermetschloo     |         | 35 / 35      | 43–50 Minuten   | 7,5 Minuten      | 15 Kurse     | Doppelgelenktrolleys |
| 32    | Holzerhurd – Strassenverkehrsamt | 10,8 km | 27 / 26      | 36 / 37 Minuten | 6–7,5 Minuten    | 15 Kurse     | Doppelgelenktrolleys |
| 33    | Triemli – Bahnhof Tiefenbrunnen  |         | 34 / 33      | 41 Minuten      | 7,5 Minuten      | 13 Kurse     | Gelenktrolleys       |
| 46    | Bahnhofquai/HB – Rütihof         |         | 18 / 20      | 20 Minuten      | 3,75–7,5 Minuten | 12 Kurse     | Gelenktrolleys       |
| 72    | Milchbuck – Morgental            |         | 21 / 21      | 26 Minuten      | 7,5 Minuten      | 11 Kurse     | Gelenktrolleys       |
| 83    | Milchbuck – Bahnhof Altstetten   |         | 16 / 17      | 22 / 25 Minuten | 7,5 Minuten      | 08 Kurse     | Gelenktrolleys       |

Die Angaben für die Gesamtfahrzeit und die Anzahl der Haltestellen werden für die unter Strecke angegebene Fahrtrichtung und die entsprechende Gegenrichtung getrennt dargestellt, wobei der erste Wert für die angegebene Richtung steht. Es werden je Fahrtrichtung alle Haltestellen eingeschlossen der Abfahrts- und Endstation berücksichtigt.
Die Linie 31 nach Schlieren überquerte als einzige Trolleybuslinie die Stadtgrenze Zürichs. Diese Strecke entstand 1956 als Ersatz für die Tramlinie 1 und einem Teilstück der Linie 2, welches aus der Limmattal-Strassenbahn hervorging. Auf Grund der Arbeiten an der Limmattalbahn verkehrte die Linie 31 seit Dezember 2019 nur noch bis Bahnhof Altstetten. Vor der Vollendung der Limmattalbahn, im Mai 2021, wurde die Linie 31 wiederum vom Bahnhof Altstetten zur letzten noch auf Stadtgebiet liegenden Haltestelle Micafil verlängert und via Hermetschloostrasse eine Wendeschlaufe mit Haltestelle geschaffen. Im Gegenzug bedient die Tramlinie 2 nun den ausserstädtischen Streckenabschnitt der Linie 31 bis Schlieren. Auf der Linie 46 verkehren ausserdem zusätzliche Verstärkerkurse zwischen Rosengartenstrasse und Central (morgens) beziehungsweise zwischen Bahnhofquai/HB und Lehenstrasse (nachmittags). Diese werden jedoch grundsätzlich mit Dieselbussen gefahren.
Seit dem Fahrplanwechsel im Dezember 2019 gilt die Linie 83 ebenfalls als Trolleybuslinie. Insgesamt acht Trolleybusse der neusten Generation lösten im Frühling 2020 nach und nach die bislang eingesetzten Dieselbusse ab. Die Fahrzeuge legen die Strecke zwischen Hardplatz und Bahnhof Altstetten dabei ohne Oberleitung zurück. Zwischen Hardplatz und Milchbuck verkehren sie an der Oberleitung und laden dabei ihre Batterie wieder auf.

### Geschichte
Der Trolleybus Zürich wurde am 27. Mai 1939 von der damaligen Städtischen Strassenbahn Zürich, kurz St. St. Z., eröffnet. Nach dem Trolleybus Lausanne und dem Trolleybus Winterthur war er der dritte neuzeitliche Trolleybusbetrieb der Schweiz. De facto gehörte der Trolleybus-Betrieb anfangs zum rechtlich eigenständigen Verkehrsunternehmen Autobusbetrieb der Städtischen Strassenbahn Zürich. Dieser wurde 1927 als Kraftwagenbetrieb der Städtischen Strassenbahn Zürich gegründet und 1935 umbenannt. Erst im März 1949 wurden beide Betriebsteile zusammengelegt, es entstanden die Verkehrsbetriebe der Stadt Zürich, seit 1978 Verkehrsbetriebe Zürich. Seit der Eröffnung entwickelte sich das Trolleybusnetz wie folgt:
| Jahr              | Änderung                                                  | Strecke | Linie damals | Linie heute  |
| ----------------- | --------------------------------------------------------- | --- | ------------ | ------------ |
| 27. Mai 1939      | Autobusersatz Linie B                                     | Bezirksgebäude – Limmatplatz – Bucheggplatz (3,1 km)                                                                                        | B            | 32           |
| 27. Mai 1939      | Eröffnung Betriebsstrecke                                 | Anbindung Garage Zweierstrasse | keine        | keine        |
| 19. Juni 1942     | Autobusersatz Linie A                                     | Albisriederplatz – Spyriplatz (5,7 km) | A            | 33           |
| 14. Oktober 1946  | Autobusersatz Linie C                                     | Klusplatz – Witikon Berghaldenstrasse (2,5 km)                                                                                              | C            | 31           |
| 26. April 1948    | Neuerschliessung                                          | Bezirksgebäude – Goldbrunnenplatz | B            | 32           |
| 20. Oktober 1947  | Neuerschliessung                                          | Spyriplatz – Kirche Fluntern | A            | 33           |
| 20. Oktober 1947  | Eröffnung Betriebsstrecke                                 | Anbindung Garage Fluntern (ehemals Tramdepot)                                                                                               | keine        | keine        |
| 1951              | Eröffnung Betriebsstrecke                                 | Anbindung Tram- und Trolleybusdepot Elisabethenstrasse                                                                                      | keine        | keine        |
| 4. Februar 1952   | Autobusersatz Linie F                                     | Goldbrunnenplatz – Utohof (heute Strassenverkehrsamt)                                                                                       | B            | 32           |
| 11. Oktober 1954  | Liniennummernänderung                                     | Umbenennung der Linien A, B und C in 32, 33 und 34                                                                                          | A / B / C    | 32 / 33 / 31 |
| 1. Januar 1956    | Autobusersatz Linie 31 (bis 14. März 1954 Tramlinie 1)    | Burgwies – Hegibachplatz | 31           | keine        |
| 1. Januar 1956    | Autobusersatz Linie 31 (bis 14. März 1954 Tramlinie 1)    | Hegibachplatz – Hauptbahnhof – Hardplatz | 31           | 31           |
| 1. Januar 1956    | Autobusersatz Linie 31                                    | Hardplatz – Herdernstrasse | 31           | 31           |
| 13. Februar 1956  | Eröffnung Betriebsstrecke                                 | Burgwies – Sempacherstrasse – Klusplatz (Anbindung der isolierten Linie 34 an das Hauptnetz)                                                | keine        | keine        |

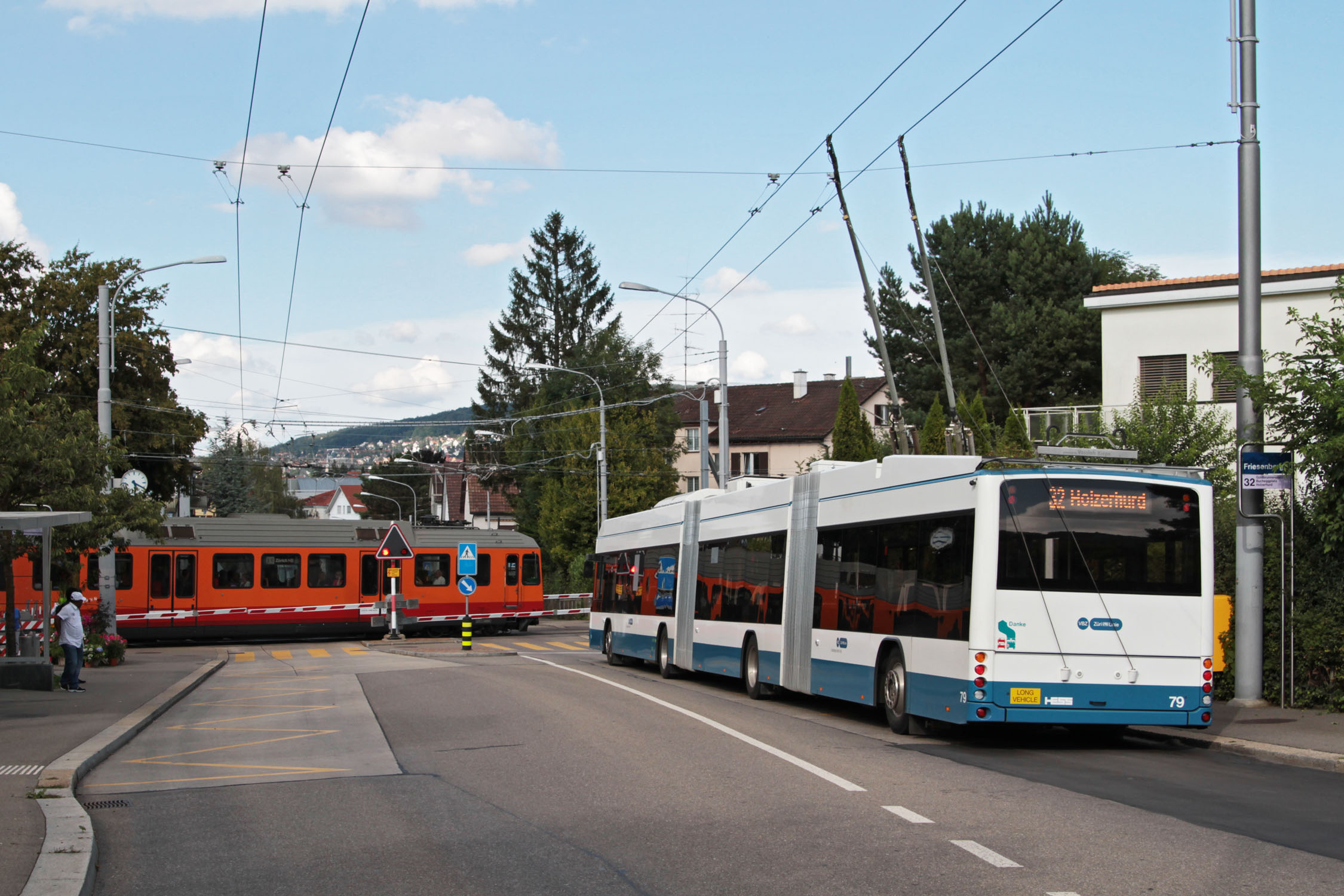
Ein Doppelgelenktrolleybus wartet vor dem Bahnübergang Friesenberg

| 7. Januar 1957    | Neuerschliessung                                          | Herdernstrasse – Hohlstrasse – Farbhof | 31           | 31           |
| 8. April 1958     | Autobusersatz Linie 2 (bis 31. Dezember 1955 Tramlinie 2) | Farbhof – Schlieren Zentrum | 31           | 31           |
| 1965              | Vorübergehende Verlegung                                  | Umfahrung Bahnhofplatz über Usteristrasse – Werdmühlestrasse – Waisenhausstrasse (Bau des Shopville)                                        | 31           | keine        |
| 30. Oktober 1967  | Vorübergehende Stilllegung                                | Kirche Fluntern – Albisriederplatz (Umstellung auf Autobuslinie 33 wegen Neubau der Hardbrücke)                                             | 33           | 33           |
| 1967              | Stilllegung Betriebsstrecke                               | Schliessung Garage Fluntern | keine        | keine        |
| 1969              | Eröffnung Betriebsstrecke                                 | Anbindung Garage Herdernstrasse | keine        | keine        |
| 1969              | Stilllegung Betriebsstrecke                               | Umwandlung Depot Elisabethenstrasse in ein reines Tramdepot                                                                                 | keine        | keine        |
| 1971              | Verlegung                                                 | Aufgabe der Umfahrung Bahnhofplatz (Wiederherstellung des Zustands vor 1965)                                                                | 31           | 31           |
| 3. Mai 1971       | Neuerschliessung                                          | Witikon Berghaldenstrasse – Loorenstrasse                                                                                                   | 34           | 31           |
| 1974              | Umbau                                                     | Helvatiaplatz – Militär-/Langstrasse (Einrichtung eines signalgesicherten einspurigen Abschnitts)                                           | 32           | 32           |
| 2. September 1974 | Autobusersatz Linie 73                                    | Albisriederplatz – Morgental | 73           | 72           |
| 2. April 1975     | Neuerschliessung                                          | Bucheggplatz – Furttal Hungerbergstrasse | 74           | 32           |
| 1. Juni 1975      | Wiedereröffnung                                           | Kirche Fluntern – Albisriederplatz (Rückumstellung auf Trolleybusbetrieb nach Fertigstellung der Hardbrücke)                                | 33           | 33           |
| 1. Juni 1975      | Linienumstellung                                          | Zusammenschluss der Linie 33 und 73 zur neuen Linie 33 (Kirche Fluntern – Morgental)                                                        | 33, 73       | 33, 72       |
| 25. Mai 1979      | Einstellung Linienbetrieb                                 | Burgwies – Hegibachplatz (Stilllegung Anfang der 1990er Jahre)                                                                              | 31           | keine        |
| 30. Oktober 1980  | Neuerschliessung                                          | Witikon Loorenstrasse – Kienastenwies (0,750 km)                                                                                            | 34           | 31           |
| 13. Dezember 1986 | Neuerschliessung                                          | Hungerbergstrasse – Holzerhurd | 74           | 32           |
| 1. September 1994 | Autobusersatz Linie 72                                    | Milchbuck – Triemli | 72           | 72           |
| 28. Mai 1995      | Autobusersatz Linie 46                                    | Bahnhofquai/HB – Rütihof | 46           | 46           |
| 24. Oktober 1998  | Neuerschliessung                                          | Kirche Fluntern – Bahnhof Tiefenbrunnen (3,8 km)                                                                                            | 33           | 33           |
| 30. Mai 1999      | Linienumstellung                                          | Zusammenschluss der Linie 32 und 74 zur neuen Linie 32 (Holzerhurd – Strassenverkehrsamt)                                                   | 32, 74       | 32           |
| 2007              | Stilllegung Betriebsstrecke                               | Hegibachplatz – Klusplatz (ersetzt durch Fahrleitungsweichen zur Linie 33 am Klusplatz)                                                     | keine        | keine        |
| 15. Dezember 2013 | Einführung Verstärkerlinie 71                             | Rosengartenstrasse – Krematorium Sihlfeld                                                                                                   | 71           | 71           |
| 15. Dezember 2013 | Streckentausch Linien 33 und 72                           | Linie 33 neu bis Triemli, Linie 72 neu bis Morgental                                                                                        | 33, 72       | 33, 72       |
| 11. Dezember 2015 | Einstellung Verstärkerlinie 71                            | Rosengartenstrasse – Krematorium Sihlfeld (ersetzt durch Autobuslinie 83; ab 20. November 2015 waren nur Autobusse auf Linie 71 im Einsatz) | 71           | 83           |
| 27. August 2017   | Vorübergehende Stilllegung                                | Bahnhof Altstetten – Micafil (Baustart Limmattalbahn; Umstellung auf Autobuslinie 31E)                                                      | 31           | 31           |
| 27. August 2017   | Stilllegung Linie 31                                      | Micafil – Schlieren (Umstellung auf Autobuslinie 31E; ab August 2019 Tramlinie 2)                                                           | 31           | keine        |
| 10. Dezember 2017 | Linienumstellung                                          | Zusammenschluss der Linie 31 und 34 via Hegibachstrasse zur neuen Linie 31 (Farbhof – Kienastenwies)                                        | 31, 34       | 31           |
| April 2020        | Autobusersatz Linie 83                                    | Milchbuck – Albisriederplatz – Bahnhof Altstetten (Inbetriebnahme Batterie-Trolleybusse)                                                    | 83           | 83           |
| 31. Mai 2021      | Wiedereröffnung                                           | Bahnhof Altstetten – Hermetschloo (Rückumstellung auf Trolleybusbetrieb nach Fertigstellung der Hohlstrasse)                                | 31           | 31           |

### Besonderheiten
Die Linie C beziehungsweise 34 war zwischen ihrer Eröffnung 1946 und 1956 vom restlichen Trolleybusnetz isoliert. Der Fahrzeugaustausch erfolgte mittels sogenannter Bügelwagen auf Strassenbahnschienen. Bis heute ist das Trolleybus-Fahrleitungsnetz eng mit dem der Strassenbahn verbunden: So dienen beispielsweise nur zwei Gleichrichterstationen ausschliesslich dem Trolleybus. An manchen Stellen erfolgt die Rückleitung zum Gleichrichter über die Schienen der Strassenbahn. Auf dem Gelände der Zentralwerkstätte Altstetten existiert ausserdem eine spezielle Trolleybus-Prüfstrecke, diese Ringstrecke ist nicht mit dem restlichen Trolleybusnetz verbunden.
Eine weitere Besonderheit ist die seit 1952 bestehende Fahrleitungskreuzung in Friesenberg, wo die Linie 32 die Uetlibergbahn kreuzt. Diese war ursprünglich mit 1200 Volt Gleichstrom elektrifiziert, was die Kreuzung relativ einfach machte. Seit der Umstellung der Bahn auf 15 kV im Jahr 2022 trägt eine schwere Stahlkonstruktion, die bisher nicht befriedigt, die Fahrleitungen über der Kreuzung. Die circa 1980 geplante und teilweise vorbereitete Elektrifizierung der Autobuslinie 62 hingegen scheiterte wegen der Niveaukreuzung beim Bahnhof Zürich-Affoltern. Aus Sicherheitsgründen wurde damals die Kreuzung mit der 15-kV-Fahrleitung der SBB nicht bewilligt.

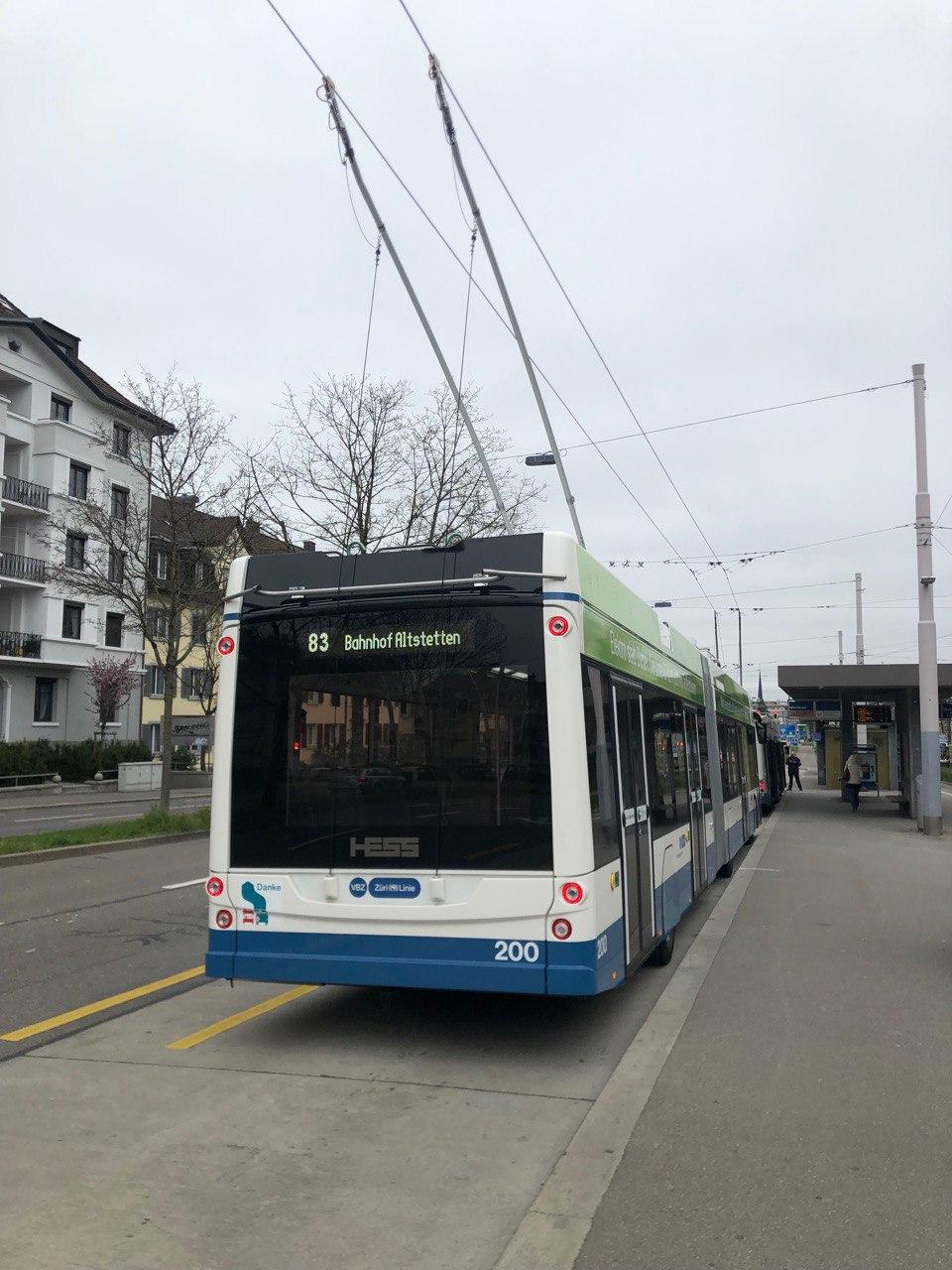
Batterietrolleybus Nummer 200 mit neu gestalteter Front- und Heckpartie an der Endhaltestelle Milchbuck

Bei der Neugestaltung des Albisriederplatzes im Jahre 2015 wurde darauf verzichtet, die Oberleitungen der Linien 33, 72 und 83 wieder mit den Fahrdrähten der Tramlinien 2 und 3 zu kreuzen. Die Trolleybusse senken deshalb ihre Stromabnehmer am Albisriederplatz (Fahrtrichtung Hardplatz) beziehungsweise am Hardplatz (Fahrtrichtung Albisriederplatz) und fahren mit Strom von der Batterie zur jeweils nächsten Station, wo Einfädeltrichter das automatische Eindrahten ermöglichen. Ebenso wurden am Bucheggplatz Fahrleitungen abgebaut.

### Zukunft
Verkehrsbetriebe und Stadt Zürich planen das Trolleybusnetz auch in Zukunft weiter auszubauen. Bis Ende 2025 ist vorgesehen, die Autobuslinien 69 (Milchbuck–Bucheggplatz–ETH Hönggerberg) und 80 (Bahnhof Oerlikon–ETH Hönggerberg–Triemlispital) auf Oberleitungsbetrieb umzustellen. Die steigungsreichen Strecken, die den Hochschulstandort aus verschiedenen Richtungen erschliessen, sind für den Einsatz von Trolleybussen bereits teilweise vorbereitet und für die Umstellung gut geeignet. Die aktuellen Fahrgastzahlen und das Entwicklungspotential versprechen zudem einen lohnenden Einsatz von Doppelgelenktrolleybussen auf den Hönggerberg-Linien. Die Vorteile des elektrischen Betriebs kompensieren aus Sicht von Verkehrsbetrieben und Stadtrat die höheren Investitionskosten, speziell im Hinblick auf die Umsetzung der 2000-Watt-Gesellschaft. Für die neue Infrastruktur sind Ausgaben in Höhe von 47 Millionen Schweizer Franken veranschlagt.
Die Tramverlängerung nach Affoltern, deren Inbetriebnahme per Ende 2029 geplant ist, wird die Trolleybusstrecke zwischen Bucheggplatz und Holzerhurd ersetzen. Mit dem Beginn des Fahrleitungsrückbaus wird die Linie 32 wieder am Bucheggplatz enden.

## Fahrzeuge

### Gegenwärtiger Bestand

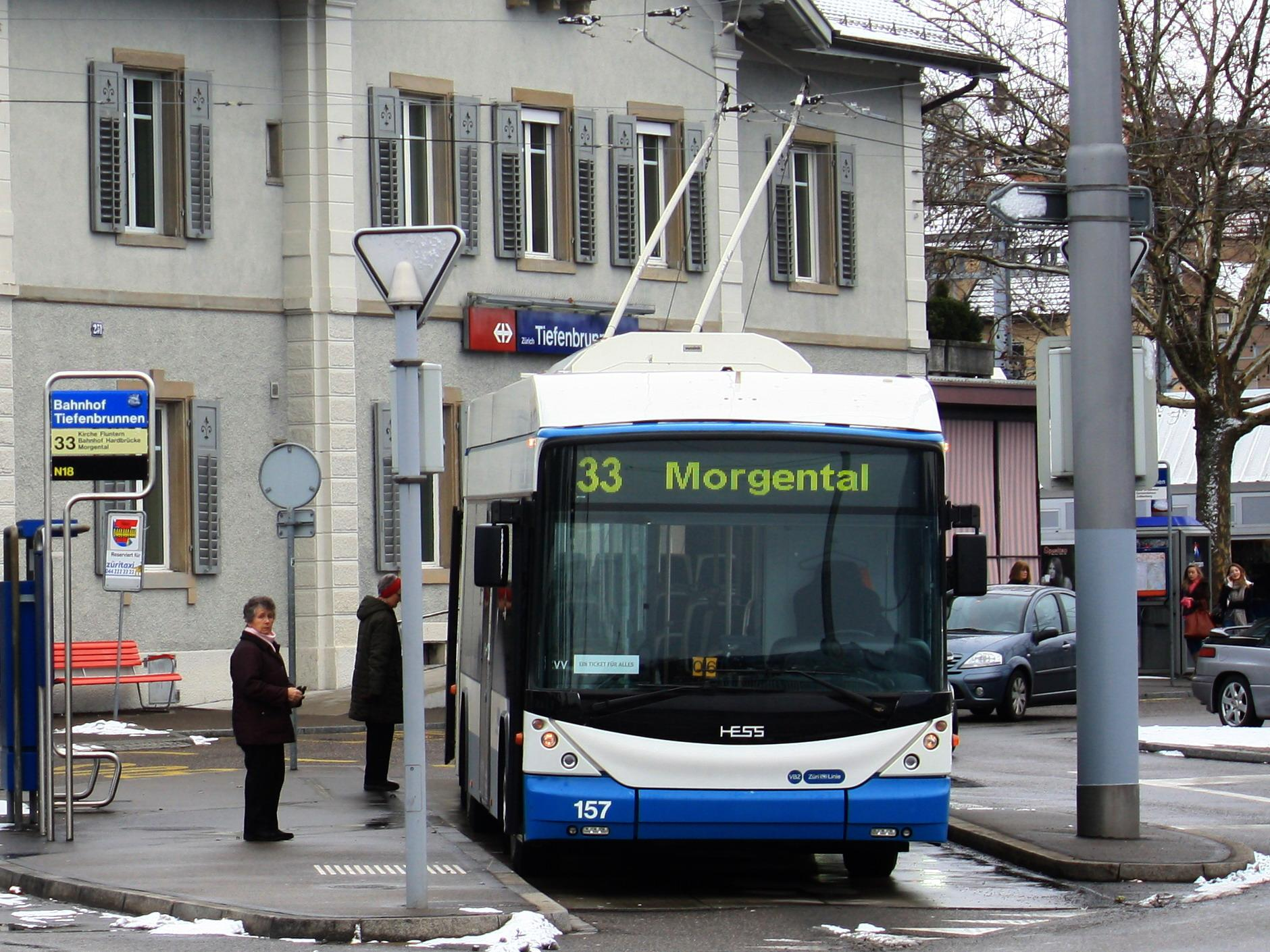
Ein Swisstrolley 3 vor dem Bahnhof Tiefenbrunnen, der Endhaltestelle der Linie 33

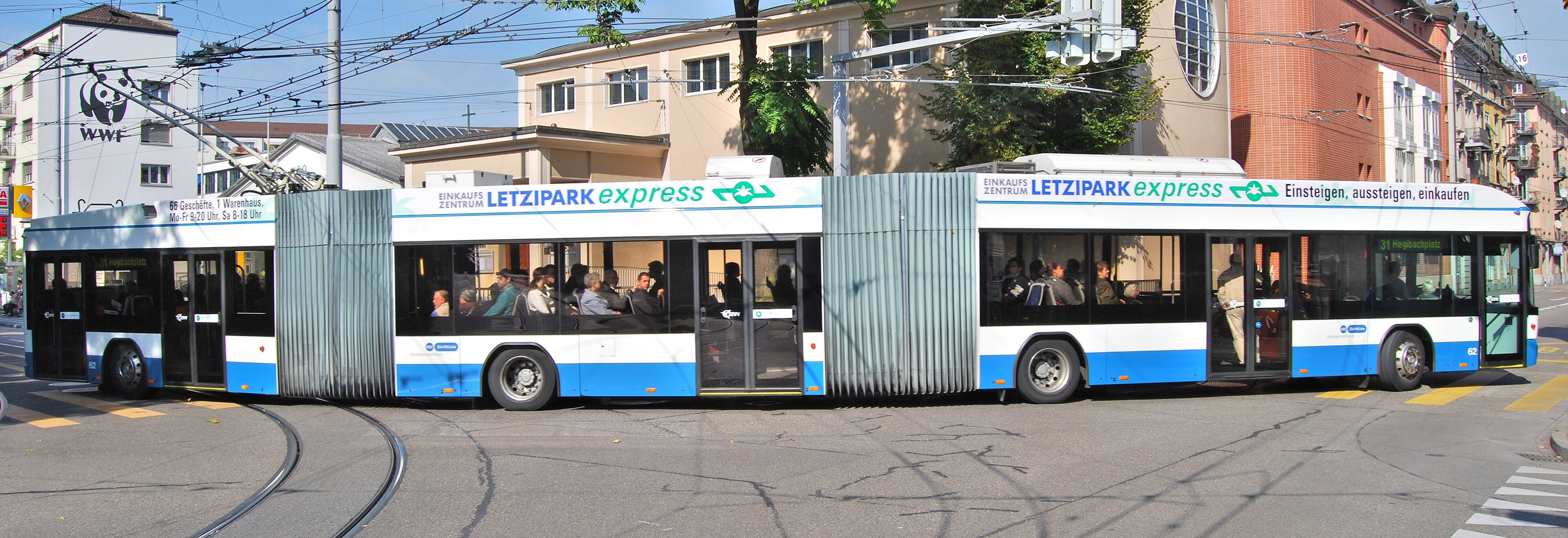
Ein lighTram auf Linie 31

Dem Trolleybus Zürich stehen derzeit folgende Serien zur Verfügung, die alle niederflurig sind:
| Nummern | Stück | Hersteller | Elektrik | Typ                           | Art               | Baujahre    |
| ------- | ----- | ---------- | -------- | ----------------------------- | ----------------- | ----------- |
| 061–77  | 17    | Hess       | Kiepe    | BGGT-N2C (lighTram / Longo)   | Doppelgelenkwagen | 2007 / 2008 |
| 078–91  | 14    | Hess       | Kiepe    | BGGT-N2D (lighTram / Longo 2) | Doppelgelenkwagen | 2012 / 2014 |
| 092–94  | 03    | Hess       | ABB      | BGGT-N2__ (lighTram plus)     | Doppelgelenkwagen | 2018        |
| 144–161 | 18    | Hess       | Kiepe    | BGT-N2C (Swisstrolley 3)      | Gelenkwagen       | 2006 / 2007 |
| 162–182 | 21    | Hess       | Kiepe    | BGT-N2D (Swisstrolley 4)      | Gelenkwagen       | 2012 / 2013 |
| 183     | 01    | Hess       | ABB      | BGT-N2 (Swisstrolley plus)    | Gelenkwagen       | 2016        |
| 200–209 | 10    | Hess       | ABB      | BGT-N2D (lighTram 19 DC)      | Gelenkwagen       | 2020 / 2022 |

Die Doppelgelenktrolleybusse hatten anfangs nur die Linie 31 als Stammstrecke, auf der sie im September 2007 den Dienst aufnahmen und seit 2008 alle Kurse bedienen. Seit Anfang 2009 verkehrten auch einzelne Umläufe der Linie 32 mit Doppelgelenkwagen, bevor auch diese zum Fahrplanwechsel im Dezember 2012 komplett auf lighTrams umgestellt wurde. Durch die damit verbundene Kapazitätserhöhung – bei gleichzeitiger Taktausdünnung von fünf auf sechs Minuten – konnte der Auslauf in den Hauptverkehrszeiten von 18 auf 14 Kurse verringert und der Trolleybus-Gesamtbestand entsprechend reduziert werden. Für den Einsatz der Doppelgelenkwagen mussten einzelne Haltestellen der beiden Linien umgebaut werden, da diese rund sieben Meter länger sind als ein konventioneller Gelenkwagen. Vorab erfolgte Anfang 2006 ein ausgiebiger Probeeinsatz eines Doppelgelenkwagens vom Trolleybus Genf.

### Ehemaliger Bestand

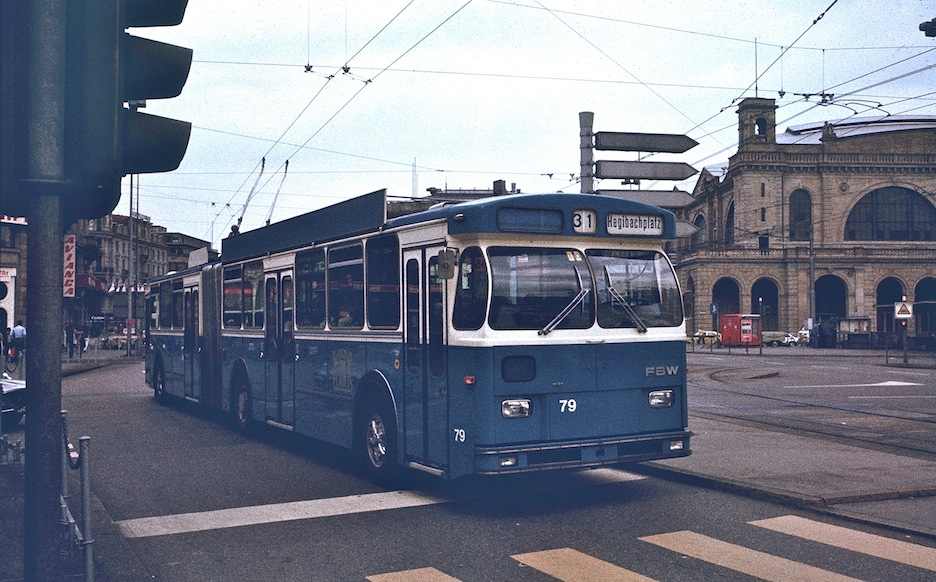
Der 1974 gebaute FBW-Trolleybus 79, aufgenommen 1979

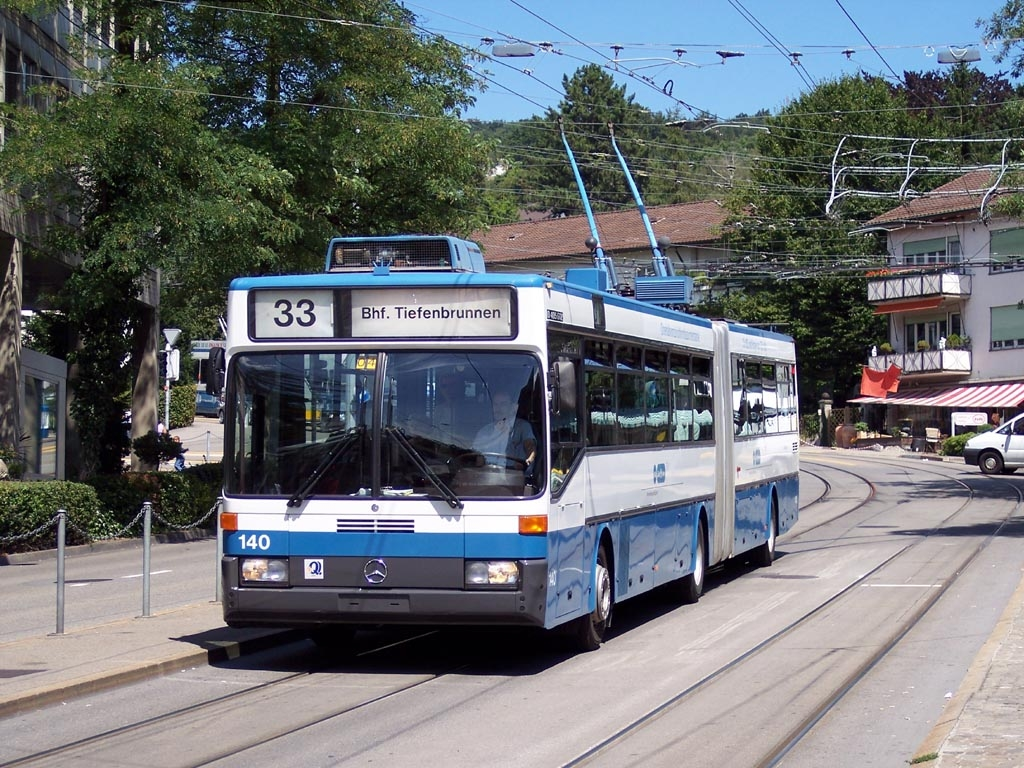
Der O 405 GTZ Nummer 140 im Jahr 2005 auf Linie 33

Anfänglich standen dem Trolleybus Zürich sechs Solowagen zur Verfügung, sie stammten von den Herstellern Saurer und FBW als Chassislieferanten, der SWS  und Tüscher als Aufbauhersteller und der MFO als Lieferant der Motoren und der Steuerung, unterschieden sich technisch beziehungsweise wagenbaulich voneinander und trugen die Betriebsnummern 51 bis 56. Bis 1957 erhöhte sich die Zahl der Zweiachser verschiedenster Typen auf 57 Einheiten.
1957 erhielten die VBZ von FBW, SWS und MFO ihren ersten Gelenktrolley-Prototyp vom Typ GTr51, er trug die Nummer 101. Die darauf folgende Serienbeschaffung zwischen 1959 und 1964 umfasste die Wagen 102 bis 133. Die zweite Gelenkwagenserie von 1974/1975 bestand aus den Wagen 70 bis 100 und stammte von FBW. Hierbei handelte es sich um sogenannte VST-Einheitstrolleybusse des Typs 91 GTL, lokal auch unter dem Beinamen Jumbo bekannt. Mit ihnen konnten die letzten Solowagen abgelöst werden.
Einige Fahrzeuge der ersten beiden Gelenktrolleyserien, die sieben Wagen 73, 105, 107, 109, 111, 129 und 132, wurden in den Jahren 1991 und 1992 nach Chile abgegeben. Als letzter dieser Gebrauchtwagen wurde Wagen 129 Ende Dezember 2016 beim Oberleitungsbus Valparaíso ausgemustert.
Die Gelenkwagen aus den 1950er-Jahren wurden von der ersten Serie des Typs O 405 GTZ von Daimler-Benz und ABB abgelöst. Diese umfasste den Prototyp 1 (Baujahr 1986) und die Serienwagen 2 bis 36 (Baujahre 1988 bis 1989) und wurde durch die niederflurigen Swisstrolley 3 ersetzt. Die zweite Gelenkwagenserie aus den 1970er-Jahren wurde 1992/1993 entsprechend von der zweiten Serie O 405 GTZ abgelöst. Diese umfasste 43 Exemplare mit den Nummern 101–143, deren letzte vier Vertreter – als letzte Zürcher Hochflurwagen überhaupt – im November 2015 ausgemustert wurden.
Ein Einzelstück blieb der 1991 gebaute Swisstrolley-Prototyp. Dieser Vorführwagen gelangte unter der Betriebsnummer 50 zeitweise auch in Zürich in den planmässigen Liniendienst und war der erste Niederflurtrolley Zürichs. 1996 wurde er schliesslich kurzfristig an die Verkehrsbetriebe Biel verkauft. Ebenfalls ein Einzelgänger blieb der Duo-Bus Nummer 51 des Typs O 405 GNTD. Dieser zweite Niederflurtrolley Zürichs befand sich zwischen Oktober 1997 und März 1999 im Probeeinsatz.

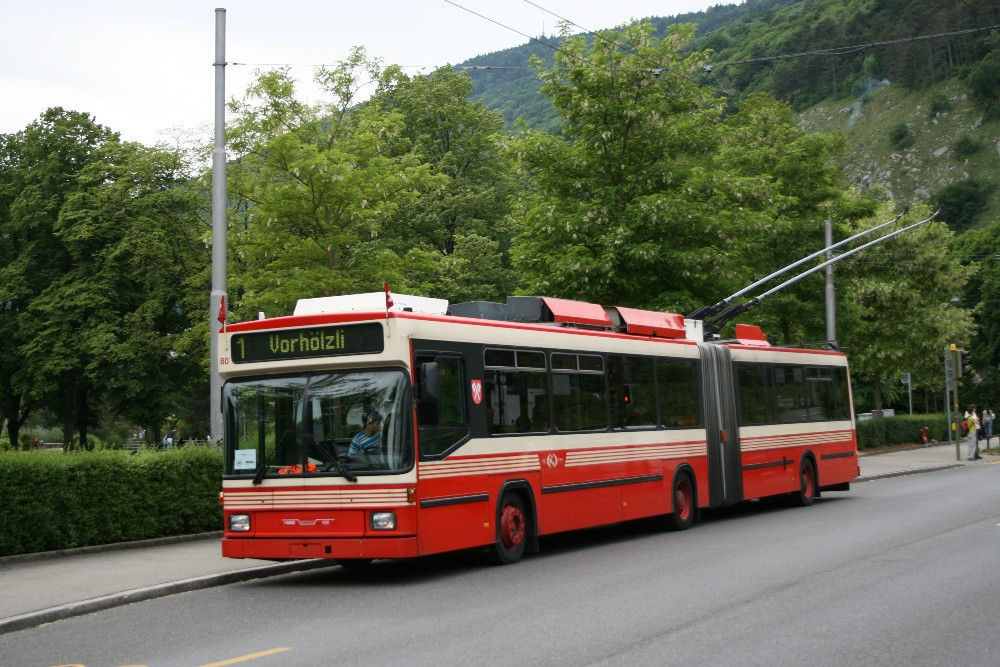
Der Swisstrolley-Prototyp war unter der Nummer 50 auch in Zürich im Einsatz, hier 2008 bereits beim Trolleybus Biel/Bienne
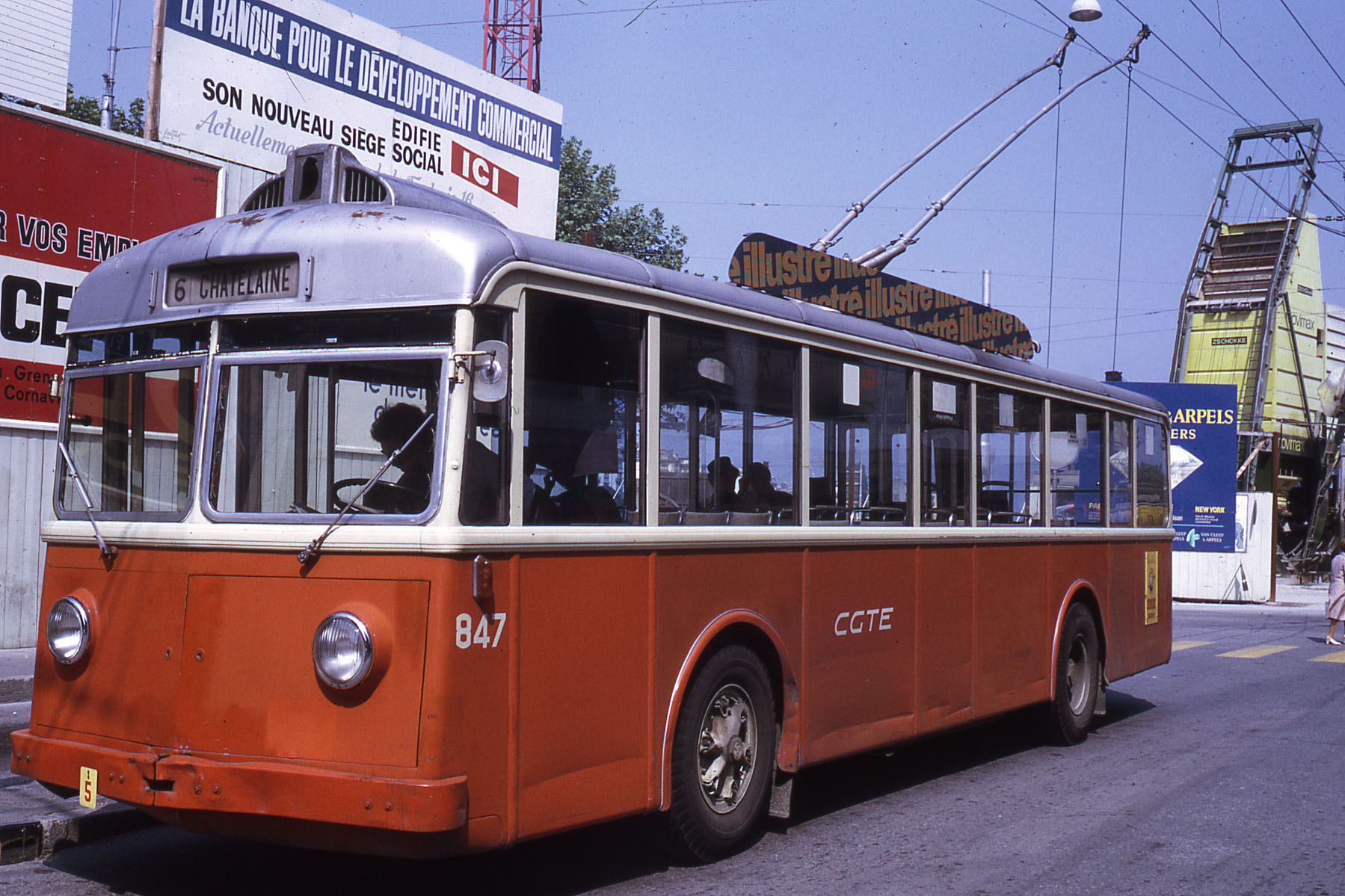
Der ehemalige Solowagen 86 vom Typ FBW 51, hier 1971 als Wagen 847 in Genf
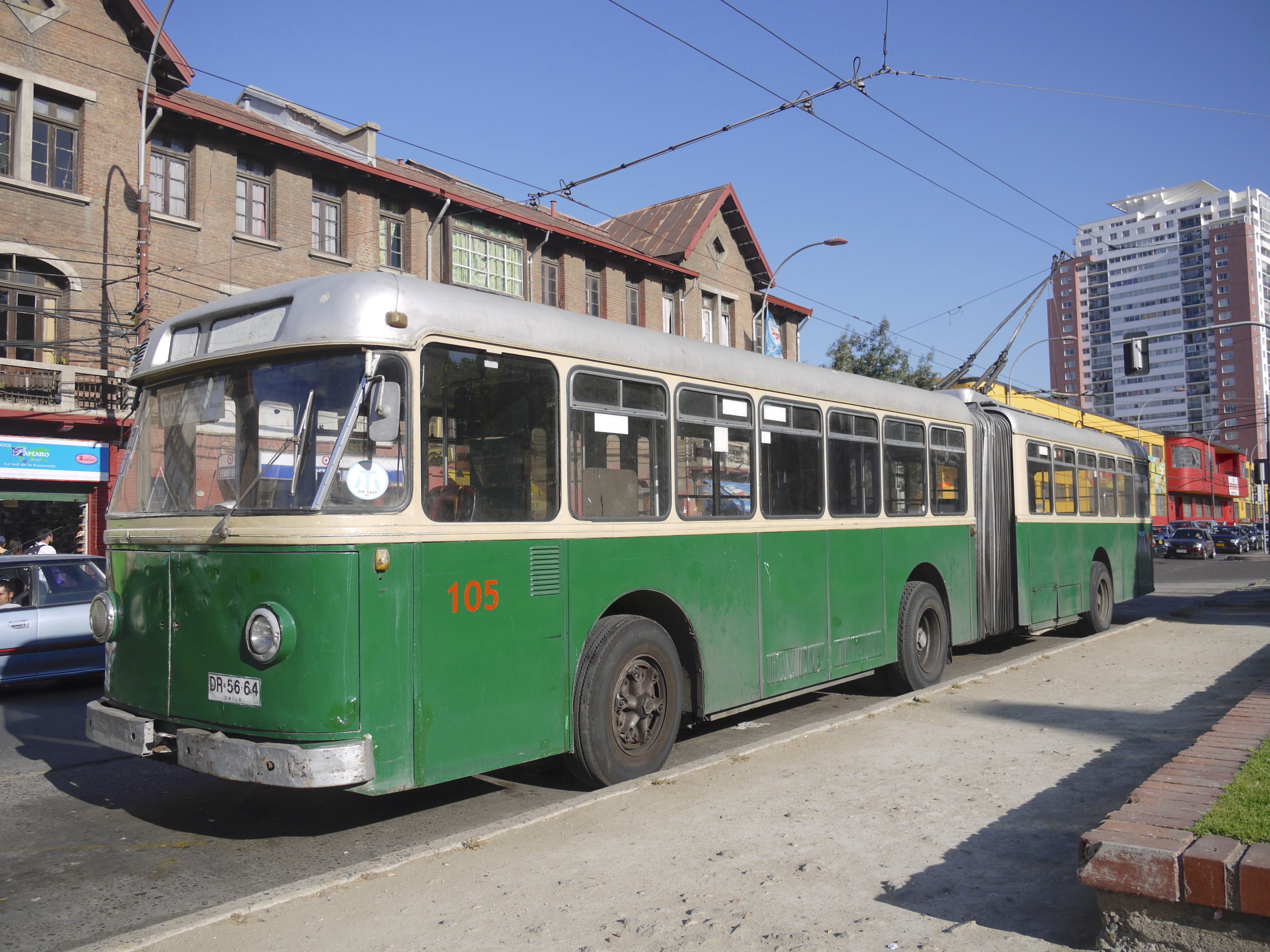
Der frühere Gelenktrolley 105, hier 2015 beim chilenischen Oberleitungsbus Valparaíso wo er seine alte Nummer behielt
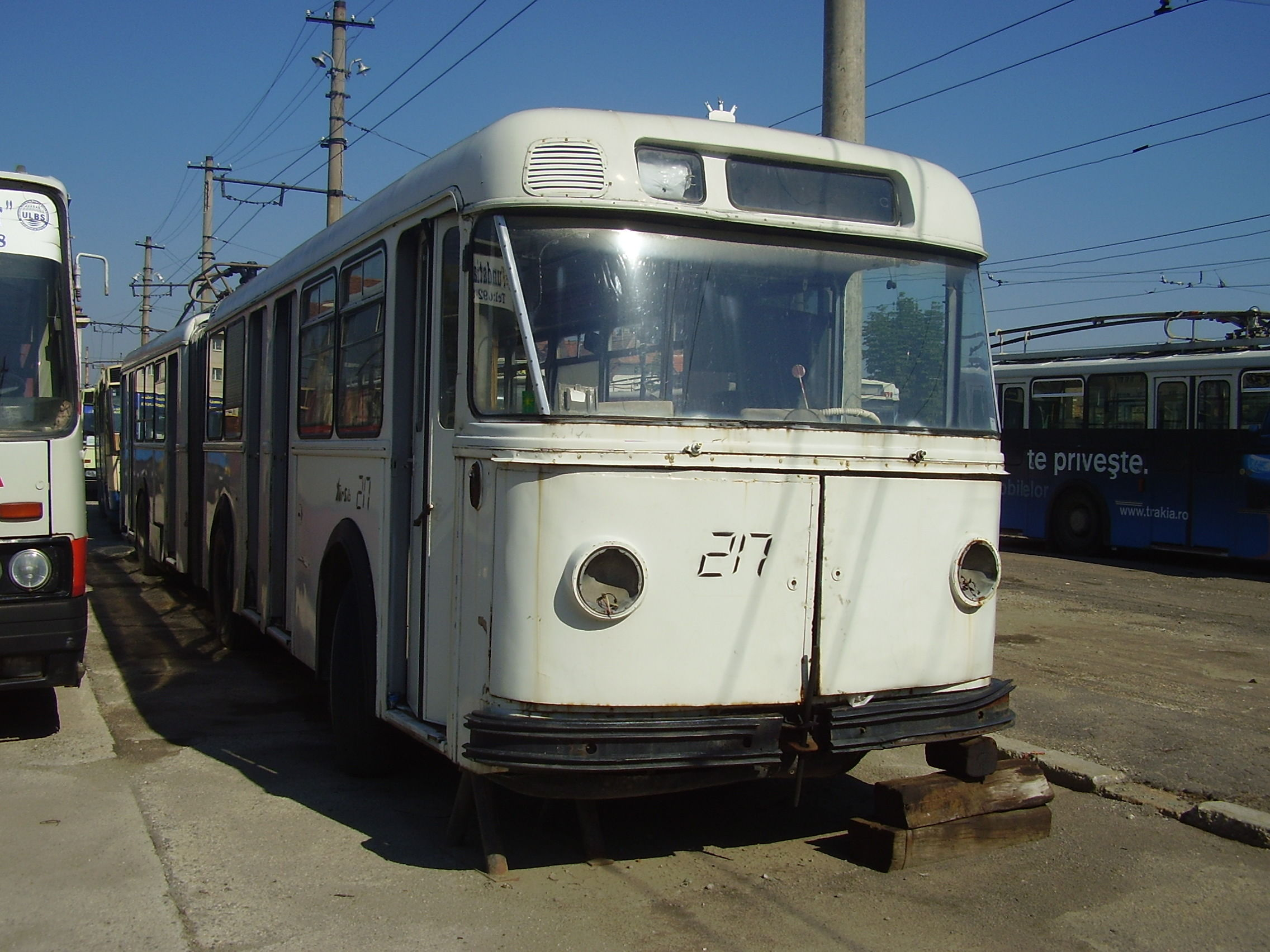
Der ehemalige Gelenktrolley 122, hier 2006 als Wagen 217 im rumänischen Sibiu
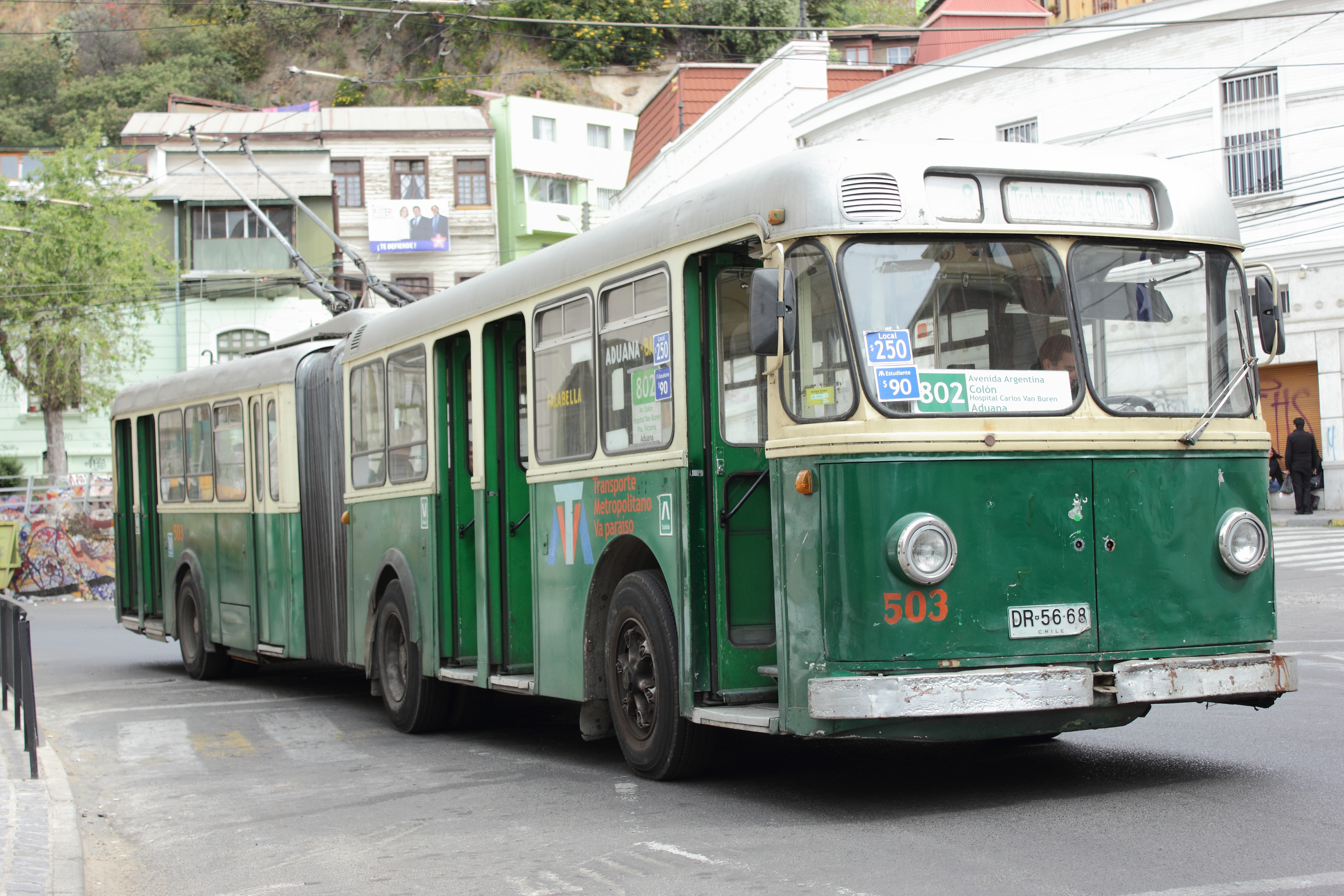
Der frühere Wagen 129 gelangte ebenfalls nach Valparaíso, erhielt dort aber eine zweigeteilte Frontscheibe sowie eine neue Betriebsnummer

### Garagierung
Alle Fahrzeuge sind in der 1969 fertiggestellten Garage Hardau beheimatet. Der Grossunterhalt der Fahrzeuge erfolgt in der Zentralwerkstätte Altstetten.
Ursprünglich war geplant Trolleybusse auch in der 2014 fertiggestellten Depothalle Badenerstrasse des Depotkomplexes Kalkbreite abzustellen. Der zusätzliche Platzbedarf stand im Zusammenhang mit der weiteren Beschaffung von Doppelgelenktrolleybussen. Aufgrund anstehender Sanierungsarbeiten an den Depots Elisabethenstrasse (2016–2019), Oerlikon (2020–2022) und Hard (2021–2025) wurde stattdessen 2015 die Erweiterung der Garage Hardau in Form des Annexbaus Herdern ausgeschrieben und zwischen 2017 und 2020 realisiert.